# Jean-Jacques Favier
Jean-Jacques Favier (13. dubna 1949 Kehl, Bádensko-Württembersko, Německo – 19. března 2023) byl francouzský kosmonaut, původním povoláním metalurg. Mezi kosmonauty francouzské kosmické agentury CNES se dostal roku 1985, do vesmíru vzlétl roku 1996 v raketoplánu Columbia při misi STS-78. Po roce 1996 pracoval ve vedoucích funkcích v Centru pro studium a výzkum materiálů a CNES.

## Život
Jean-Jacques Favier se narodil 13. dubna 1949 v německém městě Kehl, na francouzsko-německé hranici. Na střední školu chodil ve Štrasburku, poté studoval na polytechnickém institutu v Grenoblu elektrochemii a elektrometalurgii, institut absolvoval roku 1971. Postgraduální studium završil roku 1977 ziskem dvou doktorátů – ze strojírenství na Hornické škole v Paříži (École des Mines de Paris) a z fyziky a metalurgie na Univerzitě v Grenoblu. Už od roku 1976 pracoval v Komisariátu pro atomovou energii (Commissaniat a l’Energie Atomique, CEA). Zabýval se krystalizací a růstem krystalů, naposledy jako vedoucí oddělení.
Roku 1984 se přihlásil do druhého náboru astronautů francouzské kosmické agentury CNES, uspěl a v září 1985 se stal jedním ze sedmi nových astronautů. Do roku 1993 pracoval v CEA, poté přešel do CNES, zde se opět věnoval zkoumání růstu krystalů. V programu MEPHISTO, který vedl, ve spolupráci s NASA připravoval kosmické experimenty zaměřené na krystalizaci. Neúspěšně se roku 1990 účastnil náboru astronautů Evropské kosmické agentury.
V říjnu 1992 byl určen náhradníkem Čiaki Naitó-Mukaiové, jmenované specialistou pro užitečné zatížení v misi STS-65, která proběhla v červenci 1994. V květnu 1995 byl jmenován specialistou pro užitečné zatížení pro let STS-78.
Do vesmíru odstartoval 20. června 1996 v raketoplánu Columbia. Let trval 15 dní, 18 hodin a 23 minut. Úkolem astronautů mise STS-78 bylo sledování jejich zdravotního stavu a technologické experimenty v laboratoři Spacelab umístěné v nákladovém prostoru raketoplánu.
Po letu se stal zástupcem ředitele Centra pro studium a výzkum materiálů (CEREM, Centre d'Etudes et de Recherches sur les Materiaux) při Komisariátu pro atomovou energii. O tři roky později přešel na místo zástupce ředitele CNES pro kosmické technologie.
Jean-Jacques Favier byl ženatý, měl čtyři děti.